# Wieselwort
Der aus dem amerikanischen Englisch stammende Ausdruck weasel(-)word bezeichnet ein Wort mit vager und unscharfer Bedeutung. In den USA wurde der Ausdruck durch Theodore Roosevelt bekannt, der ihn 1916 verwendete, um die Politik von Woodrow Wilson anzugreifen:

“You can have universal training or you can have voluntary training, but when you use the word voluntary to qualify the word universal, you are using a weasel word; it has sucked all the meaning out of universal. The two words flatly contradict each other.”

„Man kann eine umfassende Ausbildung oder eine freiwillige Ausbildung haben, aber wenn man das Wort umfassend mit dem Wort freiwillig einschränkt, dann benutzt man ein Wiesel-Wort; es hat die eigentliche Bedeutung aus dem Wort umfassend herausgesaugt. Die beiden Wörter widersprechen sich schlichtweg.“

Laut Friedrich August von Hayek würden Wieselwörter als Attribut verwendet, wenn man den beigestellten Begriff zwar verwenden müsse, ihm aber alle Nebenbedeutungen nehmen wolle, die die eigenen ideologischen Prämissen in Frage stellten. Als „das Wiesel-Wort par excellence“ bezeichnet er das Wort „sozial“, von dem niemand wisse, was es in Ausdrücken wie „sozialer Marktwirtschaft“ oder „sozialem Gewissen“ eigentlich bedeute. Ganz ähnlich sind auch „Gleichheit“ und „Freiheit“ oft verwendete weasel words: Wer oder was genau ist gleich wem oder was genau, und in Bezug worauf? Wer genau ist frei wovon genau, und frei wozu genau?
Die Bezeichnung „Wieselwort“ rührt daher, dass dem Wiesel nachgesagt wird, aus einem Ei allen Inhalt heraussaugen zu können, ohne dass man dies nachher der leeren Schale anmerkt. So sind die Wieselwörter jene, die, wenn man sie einem Wort hinzufügt, dieses Wort jeden Inhalts und jeder Bedeutung berauben.